# Brenda Schultz-McCarthy
Brenda Schultz-McCarthy (* 28. Dezember 1970 in Haarlem) ist eine ehemalige niederländische Tennisspielerin. Am 8. April 1995 heiratete Brenda Schultz den amerikanischen Footballspieler der University of Cincinnati Sean McCarthy.

## Karriere
Schultz begann im Alter von neun Jahren mit dem Tennissport. 1986 spielte sie erstmals auf der WTA Tour. In ihrer Karriere gewann sie insgesamt 7 Einzel- und 9 Doppeltitel auf WTA-Turnieren. Ihre höchste Position in der WTA-Weltrangliste erreichte sie am 20. Mai 1996 mit Platz 9.
Von 1988 bis 2006 bestritt sie 33 Partien für die niederländische Fed-Cup-Mannschaft, von denen sie 22 gewinnen konnte (Doppelbilanz: 9:2).
Nach einer langjährigen Verletzung beendete sie 1999 erstmals ihre Tenniskarriere. 2005 gab sie ihr Comeback auf der Tour. 2006 konnte sie noch einmal das Viertelfinale beim Rasenturnier in ’s-Hertogenbosch erreichen.
Bei den Olympischen Spielen 1996 in Atlanta trat sie für die Niederlande im Doppel an und erreichte mit ihrer Partnerin Manon Bollegraf den vierten Platz.
2013 trat sie nach fünfjähriger Pause nochmals bei zwei ITF-Turnieren im Doppel an, jeweils an der Seite ihrer Landsfrau Jainy Scheepens.

## Turniersiege

### Einzel
| Nr. | Datum            | Turnier       | Kategorie    | Belag             | Finalgegnerin       | Ergebnis      |
| --- | ---------------- | ------------- | ------------ | ----------------- | ------------------- | ------------- |
| 1.  | 24. August 1991  | Schenectady   | WTA Tier V   | Hartplatz         | Alexia Dechaume     | 7:6, 6:2      |
| 2.  | 15. Juni 1992    | Birmingham    | WTA Tier IV  | Rasen             | Jenny Byrne         | 6:2, 6:2      |
| 3.  | 2. Mai 1993      | Tarent        | WTA Tier IV  | Sand              | Debbie Graham       | 7:6, 6:2      |
| 4.  | 19. Februar 1995 | Oklahoma City | WTA Tier III | Hartplatz (Halle) | Jelena Lichowzewa   | 6:1, 6:2      |
| 5.  | 5. November 1995 | Québec        | WTA Tier III | Teppich (Halle)   | Dominique Monami    | 7:6, 6:2      |
| 6.  | 25. Februar 1996 | Oklahoma City | WTA Tier III | Hartplatz (Halle) | Amanda Coetzer      | 6:3, 6:2      |
| 7.  | 26. Oktober 1997 | Québec        | WTA Tier III | Teppich (Halle)   | Dominique Van Roost | 6:4, 6:7, 7:5 |

### Doppel
| Nr. | Datum            | Turnier          | Kategorie    | Belag             | Partnerin               | Finalgegnerinnen                               | Ergebnis      |
| --- | ---------------- | ---------------- | ------------ | ----------------- | ----------------------- | ---------------------------------------------- | ------------- |
| 1.  | 23. April 1989   | Tampa            | WTA Tier IV  | Sand              | Andrea Temesvári        | Elise Burgin Rosalyn Fairbank                  | 7:6, 6:4      |
| 2.  | 2. Mai 1993      | Tarent           | WTA Tier IV  | Sand              | Debbie Graham           | Petra Langrová Mercedes Paz                    | 6:0, 6:4      |
| 3.  | 12. Februar 1995 | Chicago          | WTA Tier II  | Teppich (Halle)   | Gabriela Sabatini       | Tami Whitlinger-Jones Marianne Werdel-Witmeyer | 5:7, 7:6, 6:4 |
| 4.  | 20. August 1995  | Toronto          | WTA Tier I   | Hartplatz         | Gabriela Sabatini       | Martina Hingis Iva Magoli                      | 4:6, 6:0, 6:3 |
| 5.  | 25. Februar 1996 | Oklahoma City    | WTA Tier III | Hartplatz (Halle) | Chanda Rubin            | Katrina Adams Debbie Graham                    | 6:4, 6:3      |
| 6.  | 16. März 1996    | Indian Wells     | WTA Tier II  | Hartzplatz        | Chanda Rubin            | Julie Halard-Decugis Nathalie Tauziat          | 6:1, 6:4      |
| 7.  | 5. Mai 1996      | Hamburg          | WTA Tier II  | Sand              | Arantxa Sánchez Vicario | Gigi Fernández Martina Hingis                  | 4:6, 7:6, 6:4 |
| 8.  | 22. Juni 1996    | ’s-Hertogenbosch | WTA Tier III | Rasen             | Larisa Neiland          | Kristie Boogert Helena Suková                  | 6:4, 7:6      |
| 9.  | 27. Oktober 1996 | Québec           | WTA Tier III | Teppich (Halle)   | Debbie Graham           | Amy Frazier Kimberly Po                        | 6:1, 6:4      |